# Kosiankuuransaari
Kosiankuuransaari är en ö i Finland. Den ligger i sjön Päijänne och i kommunen Sysmä i den ekonomiska regionen  Lahtis ekonomiska region  och landskapet Päijänne-Tavastland, i den södra delen av landet, 140 km norr om huvudstaden Helsingfors. Öns area är 5,2 hektar och dess största längd är 460 meter i sydväst-nordöstlig riktning.